# Jagdstaffel 52
La Jagdstaffel 52 (in tedesco: Königlich Preußische Jagdstaffel Nr 52, abbreviato in Jasta 52) era una squadriglia (staffel) da caccia della componente aerea del Deutsches Heer, l'esercito dell'Impero tedesco, durante la prima guerra mondiale (1914-1918).

## Storia
La Jagdstaffel 52 venne fondata il 27 dicembre 1917 presso il Flieger-Abteilung (dipartimento di aviazione) 13 di Braunschweig diventando operativa il 9 gennaio 1918 e posta a supporto della 6ª Armata. La squadriglia volò per la prima missione aerea il 30 gennaio 1918 ottenne la prima vittoria aerea il 9 marzo 1918 per opera del suo comandante Paul Billik.
L'Oberleutnant Berendonck fu l'ultimo Staffelführer (comandante) della Jagdstaffel 52 dall'agosto 1918 fino alla fine della guerra.
Alla fine della prima guerra mondiale alla Jagdstaffel 52 vennero accreditate 42 vittorie aeree. Di contro, la squadriglia perse 8 piloti, un pilota ferito in azione, un pilota ferito in incidente aereo, un pilota ferito in azione e uno fatto prigioniero.

## Lista dei comandanti della Jagdstaffel 52
Di seguito vengono riportati i nomi dei piloti che si succedettero al comando della Jagdstaffel 52.
| Grado        | Nome        | Periodo                           |
| ------------ | ----------- | --------------------------------- |
| Leutnant     | Paul Billik | 27 dicembre 1918 - 10 agosto 1918 |
| Oberleutnant | Berendonck  | 10 agosto 1918 - 11 novembre 1918 |

## Lista delle basi utilizzate dalla Jagdstaffel 52
- Pecq, Belgio: 14 gennaio 1918
- Bersée, Francia
- Provin, Francia
- Gondecourt, Francia
- Auchy, Francia
- Tourpes, Belgio
- Hove, Belgio